# 伊藤大士
伊藤 大士（いとう だいし、1972年11月29日 - ）は、日本中央競馬会 (JRA) ・美浦トレーニングセンターに所属している調教師。愛知県出身。

## 来歴
1996年、10月よりJRA競馬学校厩務員課程に入学する。
1997年、競馬学校卒業後の4月から美浦・森安弘昭厩舎所属の厩務員となり、6月に美浦・上原博之厩舎に移籍して調教助手に転向した。
2009年、2月12日にJRA調教師免許試験に合格したことが発表され、3月1日付で調教師免許免許を取得した。
2016年8月7日、札幌11RのUHB賞をクリスマスで制し、JRA通算100勝を達成した。
2020年、ダイヤモンドステークスをミライヘノツバサで優勝、開業11年目で重賞初制覇となった。
2024年8月4日、札幌3Rでスプリングデイが1着となり、現役108人目となるJRA通算200勝を達成した。

## 調教師成績
|            | 日付           | 競馬場・開催  | 競走名        | 馬名               | 頭数 | 人気 | 着順 |
| ---------- | -------------- | ------------- | ------------- | ------------------ | ---- | ---- | ---- |
| 初出走     | 2009年5月23日  | 1回新潟7日8R  | 4歳上500万下  | マイネアクトナイン | 16   | 12   | 12   |
| 初勝利     | 2009年7月11日  | 2回福島7日10R | 郡山特別      | ショウナンダンク   | 16   | 1    | 1    |
| 重賞初出走 | 2009年8月9日   | 2回札幌4日9R  | 函館2歳S      | バトルレッド       | 16   | 8    | 16   |
| 重賞初勝利 | 2020年2月22日  | 1回東京7日11R | ダイヤモンドS | ミライヘノツバサ   | 16   | 16   | 1    |
| GI初出走   | 2009年12月20日 | 5回中山6日11R | 朝日杯FS      | バトルレッド       | 16   | 16   | 11   |

### 主な管理馬
- ミライヘノツバサ（2020年ダイヤモンドステークス）
- エエヤン（2023年ニュージーランドトロフィー）
- インビンシブルパパ（2025年CBC賞）

出典:

## 人物
- 「楽しく」を厩舎運営のモットーに掲げている[4]。自身が調教助手として仕えた上原博之を目標にしている[5]。
- 大竹正博は麻布大学の先輩にあたる[6]。
- 東京ヤクルトスワローズのファンである[7]。